# Hellfjord
Hellfjord er en norsk tv-serie i syv dele af en halv times længde hver. Den er produceret af Tommy Wirkola og havde premiere 9. oktober 2012.

## Handling
Salmander er en politimand fra Oslo, der efter at have dræbt sin politihest ved et uheld foran en flok børn, bliver deporteret til det nordlige Norge i landsbyen Hellefjord. I de idylliske omgivelser er alt dog ikke fred og ro, og snart må Salmander både håndtere mord og det lokale havuhyre.

## Medvirkende
- Zahid Ali - Salmander
- Stig Frode Henriksen – Kobba
- Ingrid Bolsø Berdal – Johanne
- Thomas Hanzon – Bosse Nova
- Pihla Viitala – Riina
- Lars Arentz-Hansen – Brobaker